# Siegfried Schmieder
Siegfried Schmieder (* 9. Februar 1939 in Marienberg; † 2. November 2010 in Warendorf) war ein deutscher Archivar und Publizist. Er war der langjährige Leiter des Kreisarchivs Warendorf und Autor einer Vielzahl regionalgeschichtlicher Beiträge und Publikationen.

## Leben
Siegfried Schmieder wurde am 9. Februar 1939 in Marienberg geboren. 1945 floh die Familie in das Rheinland. Abitur 1961 am Collegium Augustinianum Gaesdonck. Danach Studium Geschichte und Germanistik in Münster. 1967 Archivar im Kreisarchiv Kreis Beckum und nach Ende des Kreises 1974 in Kreis Warendorf. Zu seinen Verdiensten gehören der Aufbau des Kreisarchives und das archivarische Erschließen des Klosters Liesborn. Er verfasste zahlreiche Inventurbücher. Bei seinem Arbeitsbeginn 1967 begründete er die Reihe „Quellen und Forschungen zur Geschichte des Kreises Warendorf“, die er bis zum Band 38 fortführte. Daneben trat er mit zahlreichen Publikationen an die Öffentlichkeit.

## Schriften
- An Ems und Lippe. Heimatkalender für den Kreis Warendorf. Register für die Jahrgänge 1975-1984, Warendorf 1986
- Bad Waldliesborn. Gestern und heute, Warendorf 1980, 1988
- Die Einwohner der Stadt Warendorf im Jahre 1816: Ein Beitrag zur Demographie Westfalens, Kreisgeschichtsverein Beckum-Warendorf, Warendorf 1991
- Die Einwohner der Stadt Warendorf im Jahre 1685 von Kreisgeschichtsverein Beckum-Warendorf, Warendorf 2001
- Familiengeschichtliche Forschungen. Mit 30 Abbildungen. Verein für die Geschichte des Kreises Beckum-Warendorf, Warendorf 1977
- Heimatkalender Kreis Beckum 1952–1974. Register, Warendorf 1975
- Inventar des Amtsarchivs Ostbevern. Veröffentlichungen aus dem Kreisarchiv Warendorf Heft 12, Warendorf 1981
- Inventar des Landratsamtes Warendorf Bestände A - C 1817 - 1958.  Kreisarchiv, Warendorf 1979
- Inventare des Stadtarchivs Freckenhorst 1348–1936, Warendorf 1990
- Oelde. Die Stadt in der wir leben, Warendorf 1987
- Ostbevern - Beiträge zur Geschichte und Kultur, Geschichte der Loburg, Warendorf 1988
- Quellen zur Geschichte des Klosters Liesborn, mit 19 Abbildungen, Verein für die Geschichte des Kreises Beckum, Warendorf 1968
- Die Ratsprotokolle und Kämmereirechnungen der Stadt Warendorf 1571-1599. Kreisgeschichtsverein Beckum-Warendorf, Warendorf 1994
- Die Ratsprotokolle und Kämmereirechnungen der Stadt Warendorf 1601-1618. Kreisgeschichtsverein Beckum-Warendorf, Warendorf 1995
- Die Ratsprotokolle und Kämmereirechnungen der Stadt Warendorf 1619-1648. Kreisgeschichtsverein Beckum-Warendorf, Warendorf 1996
- Die Ratsprotokolle und Kämmereirechnungen der Stadt Warendorf 1649-1664. Kreisgeschichtsverein Beckum-Warendorf, Warendorf 1997
- Die Stadt- und Gilderechte der Stadt Warendorf von Kreisgeschichtsverein Beckum-Warendorf, Warendorf 1993
- Stadt Beckum. Ereignisse und Entwicklung in 750 Jahren. (mit Egon Ahlmer und  Wilhelm Winkelmann). Stadt Beckum, Warendorf 1974
- Die Urkunden des Klosters Liesborn. Band I: 1019–1464. Teil 1: 1019–1383. Mit 11 Abbildungen, Verein für die Geschichte des Kreises Beckum, Warendorf 1969
- Die Urkunden des Klosters Liesborn. Band I: 1019–1464, Teil 2: 1384–1464. Verein für die Geschichte des Kreises Beckum, Warendorf 1970
- Zwischen Ems und Lippe, Verein für die Geschichte des Kreises Beckum, Warendorf 1972